# Cwm
cwm（英語：Calm Window Manager），是X Window System的堆疊式窗口管理器。虽然它主要是作为OpenBSD基础系统的一部分开发的，但移植版本可用于其他类Unix系统。

## 歷史
cwm 的开发由 Marius Aamodt Eriksen 从針對evilwm的补丁。为了简化新功能的实现，cwm 最终使用9wm中的一些代码进行了重写。原作者最后一次发布于2005年8月。
2007年4月，cwm 被导入 OpenBSD 源代码树。到2008年1月，大部分原始源代码，包括所有9wm代码，都被重写了。
cwm 从 4.2 版开始随 OpenBSD 一起分发，在该版本中它取代了wm2。此外，存在第三方Linux移植。

## 概述
cwm 是一个堆叠窗口管理器，對键盘的使用很多，占用空间小且易于使用。虽然它缺乏明确的虚拟桌面功能，但可以通过使用窗口羣組机制来模拟它。除了窗口周围的 1 像素边框 之外，cwm 不绘制窗口装饰。
cwm 包括以下几个菜单： 
- 执行菜单（启动应用程序）
- 窗口菜单（搜索正在运行的应用程序）
- SSH菜单（启动Secure Shell会话）
- 窗口管理器執行菜單（切换到不同的窗口管理器）

所有这些菜单都以“键入时搜索”的方式运行。 
cwm 允许仅使用键盘来提升、隐藏、切换和搜索窗口，使其适合用作虚拟终端复用器。此外，它还允许使用键盘操作指针设备，例如鼠标。
可以在配置文件~/.cwmrc中指定其他快捷键和配置选项。

## 評價
cwm 在软件极简主义社区中普遍受到好评。
cwm 之所以被使用主要是因为它是 OpenBSD 中的默认窗口管理器之一，尽管也有其他原因。cwm 还因其灵活性、易用性以及无需鼠标即可使用的事实而受到赞誉。